# 疾走、ヤンキー魂。
『疾走、ヤンキー魂。』（しっそう、ヤンキーだましい）は、かつてスクウェア・エニックス（シンクアーツ）により開発・運営されていたされたMMORPG。世界初のヤンキー（＝不良少年）を題材としたMMORPGである。なお、運営は本ゲーム正式なジャンル名称を「ネットヤンクゲーム」としており、ロゴには「ザ・つっぱりネットワークゲーム」とある。
過去3期に渡りサービスを展開していた（詳細は「歴史」を参照）。

## 歴史
第1期
ゲームポータルサイトのBB Gamesにて2003年5月23日から料金無料のベータテスト版として運営を開始、2003年12月18日より正式サービスをはじめると発表。
ソフトウェア自体は無料配布し、プレイ日数「30日：1,000円、90日：2,800円、180日：5,000円」のいずれかで利用料を徴収する課金システムとしていた。正式サービス開始の当日（2003/12/18）に課金システム運営を担当するBB Gamesで長時間のシステム障害が発生、数日にわたりID登録および課金手続きができなくなる事態となってしまった。
BB Gamesのシステム障害が復旧した後、プレイヤーに対するお詫びとして課金徴収開始を先送りとする発表がなされ、正式サービス稼動後も課金は行われなかった。2004年12月29日に運営を終了する事になるが、結局のところサービス開始から終了まで無料のまま運営が行われた事となった。
第2期
2007年6月13日、運営会社をGamepot（ゲームポット）に移管しての再スタートを公式サイトにて発表。当初の予定では、2007年冬だったものを2008年春に延期。
2008年12月17日より正式稼動予定だったが、正式サービス開始のためメンテナンス作業を行っていた際、修正が困難な不具合が発生したため翌日の12月18日に延期し、正式サービス稼動を開始。
2009年3月に開発会社であったシンクアーツが解散した後も、同社の元スタッフにより開発とメンテナンスが続けられたが、予定されていた機能の実装や大型アップデートなどが進まなかった事などから、2010年4月28日に終了した。
第3期
第1期のサービスが開始してから満10年となる2013年5月23日、スクウェア・エニックスは「10周年記念祭斗（サイト）」をオープン。同時にスマートフォン向けの「第3期プロジェクト」を始動したことを発表した。今回はスク・エニが再び制作統括し、ストーリーはとちぼり木。プロデューサーは同社の伊勢友光。『ヤン魂。』を生んだ安藤武博は「エグゼクティブ・ヤンキー魂。」という役職で引き続き関わる。
「第3期プロジェクト」始動発表のちょうど一年後となる2014年5月23日に「ティザー際斗（サイト）」をオープンすると共に、2014年7月にiOS版・Android版が同時配信予定であるとの発表がされた。
2014年7月29日よりAndroid版のみが配信開始され、iOS版は2014年11月26日に4ヶ月遅れて配信が開始された。

## 配信中のストーリー（2014年12月時点）
第零の魂
- 第壱の魂「戦慄！百裂張り手！関取殺しのトシちゃん！」
- 第弐の魂「恐怖！姿無き暗殺者！魔術師ゴロー！」
- 第参の魂「襲来！血に飢えた猛獣！爪牙三虎将！」
- 第四の魂「地獄の猛特訓！ドン・ドン・キング！ 前編」
- 第伍の魂「地獄の猛特訓！ドン・ドン・キング！ 後編」
- 第六の魂「無情！狂おしき愛の叫び！氷の女帝ノゾミ！」